# Strada statale 220 Pievaiola
L'ex strada statale 220 Pievaiola (SS 220), ora strada regionale 220 Pievaiola (SR 220), è una strada regionale italiana che collega Perugia con Città della Pieve.

## Storia
La strada prende il nome dal modo con cui i perugini chiamavano gli abitanti di Città della Pieve nel medioevo. Il primo collegamento tra le due città venne in effetti messo in opera per volontà dell'antico Comune di Perugia attorno al XIV secolo. La strada ricalca la vecchia Via Alessandra voluta da Alessandro Severo.
Inizialmente la strada medioevale aveva fini militari. La città di Perugia utilizzava la via Pievaiola per controllare militarmente Città della Pieve; la strada infatti consentiva un più veloce e sicuro spostamento delle truppe. Non a caso fece costruire al termine della via una rocca, ancora esistente, nella quale trovavano rifugio le truppe inviate nel paese di Città della Pieve.
Negli anni successivi al Medioevo la strada acquisirà una discreta importanza economica; sarà, infatti, utilizzata per lo spostamento delle merci dalla Toscana all'Umbria.
Il percorso odierno riprende in maggior parte quello della strada antica.
La strada dà accesso alla fabbrica dolciaria Perugina, alla centrale elettrica di Pietrafitta e alla frazione del comune di Perugia denominata Fontignano, dove è situata la tomba del pittore Pietro Vannucci, detto il Perugino.
In seguito al decreto legislativo n. 112 del 1998, dal 2001, la gestione è passata dall'ANAS alla Regione Umbria che ha poi ulteriormente devoluto le competenze alla Provincia di Perugia mantenendone comunque la titolarità.